# Campeonato Europeo de Voleibol de los Pequeños Estados
El Campeonato Europeo de Voleibol de los Pequeños Estados (CEV European Championship - Small Countries Division) es una competición de voleibol entre selecciones europeas organizada por la CEV.

## Historia
El torneo fue instituido en 2000 con el propósito de permitir a las selecciones de los estados más pequeños de Europa de competir en una manifestación internacional, siendo casi imposible que dichas selecciones se puedan calificar por el campeonato europeo. La forumla del torneo ha cambiado en los años: actualmente se disputan una fase previas de grupos y luego una Final Four entre las mejores cuatro selecciones; en 2000 se han jugado también las finales por el 5.º, el 7.º y el 9.º puesto, en 2002 las de 5.º y 7.º, en 2004 y 2011 una liguilla final con cinco equipos.

## Selecciones participantes
| - Andorra - Chipre - Escocia - Gales - Islas Feroe | - Gibraltar - Groenlandia - Irlanda - Irlanda del Norte - Islandia | - Liechtenstein - Luxemburgo - Malta - Mónaco - San Marino |

## Campeones
| Año  | Sede       | Campeón    | Finalista  | Tercero     |
| ---- | ---------- | ---------- | ---------- | ----------- |
| 2000 | Malta      | Chipre     | Escocia    | Luxemburgo  |
| 2002 | Andorra    | Chipre     | Islandia   | Escocia     |
| 2004 | Luxemburgo | Chipre     | Luxemburgo | Islas Feroe |
| 2007 | Chipre     | Chipre     | Andorra    | Luxemburgo  |
| 2009 | Luxemburgo | Chipre     | Luxemburgo | Islandia    |
| 2011 | Andorra    | Chipre     | Luxemburgo | Andorra     |
| 2013 | Chipre     | Chipre     | Escocia    | Luxemburgo  |
| 2015 | Luxemburgo | Luxemburgo | Chipre     | Escocia     |

## Medallero
Actualizado hasta la edición de 2015.
| País        | Oro | Plata | Bronce | Total |
| ----------- | --- | ----- | ------ | ----- |
| Chipre      | 7   | 1     | -      | 7     |
| Luxemburgo  | 1   | 3     | 3      | 7     |
| Escocia     | -   | 2     | 2      | 4     |
| Andorra     | -   | 1     | 1      | 2     |
| Islandia    | -   | 1     | 1      | 2     |
| Islas Feroe | -   | -     | 1      | 1     |